# سیارک ۱۸۹۸۳
سیارک ۱۸۹۸۳ (به انگلیسی: 18983 Allentran، نامگذاری:2000RG6) هجده هزار و نهصد و هشتاد و سومین سیارک کشف شده‌است که در ۱ سپتامبر ۲۰۰۰ کشف شد.
قدر مطلق سیارک برابر ۱۹.۵ است.